# Лузитания
Лузита́ния (лат. Lusitania, порт. Lusitania) — римская провинция Римской Испании, располагалась на большей части территории современных Португалии и Испании (юго-запад: части нынешней автономной области Испании Эстремадура, а также на территории провинций Саламанка и Авила). Столицей Лузитании был город Мерида (лат. Augusta Emerita). На данной территории обитало племя лузитанов, говоривших на лузитанском языке.

## Описание

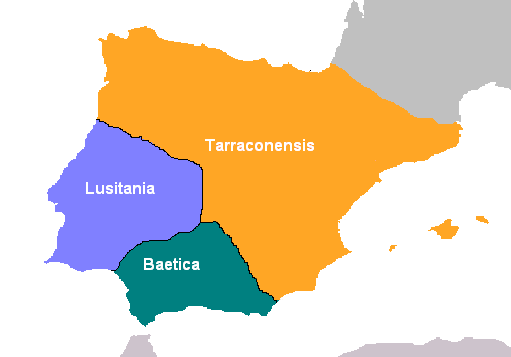
Лузитания на карте Римской Испании после реформы Цезаря Августа в 27 до н. э.

Название провинции происходило от индоевропейского племени лузитанов, подвергшихся сильной романизации во времена классической античности, а затем вошедших в состав современной португальской нации. Лузитания образовалась в 15 году до н. э. после отделения её от провинции Римская Испания. Согласно указаниям справочника Portugal, под территорией Лузитании подразумеваются главным образом земли между реками Дору и Тежу. Когда римляне овладели территорией всего Пиренейского полуострова, которую они называли Испанией, разделили западную окраину на три большие провинции: Таррагонезу, Лузитанию и Бетику. Две первые из них были имперскими, а третья — сенаторской. Лузитания на севере по реке Дору и на востоке граничила с провинцией Тарраконская Испания, на юге с провинцией Бетика. Таким образом, Лузитания не включала относящиеся к современной Португалии долину реки Минью и горный район Траз-уш-Монтиш.
В свою очередь Лузитания делилась на три области, столицами которых были Эмерита (Мерида), Пакс Юлия (современная Бежа) и Скалабис (лат. Scalabis, современный Сантарен). Начиная с 930—950-х годов старая Лузитания стала именоваться Португалией, а к концу X века чаще использовалось название Португалия, когда многие лузитане уже называли себя португальцами. Фердинанд I Великий официально назвал владения Португалией, когда передал их своему сыну Гарсии в 1067 году. С того времени название Лузитания перестало использоваться в официальных документах.

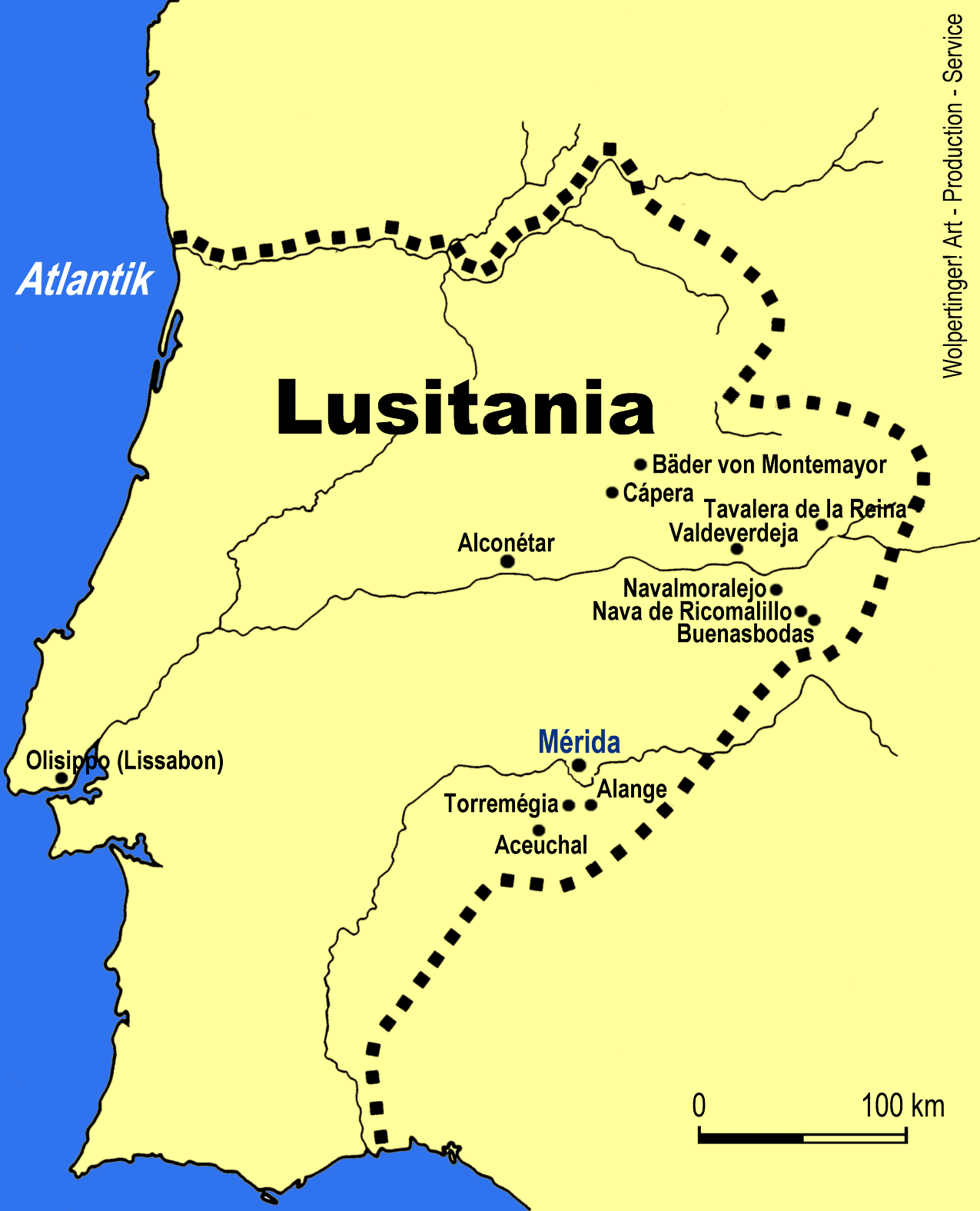
Карта Лузитании

Экономическое значение Лузитании основывалось на богатых запасах серебра и железа, которые были весьма востребованы римлянами. Учитывая что весь Иберийский полуостров был покорён римлянами и подвергся сильной романизации, а также тот факт, что обширный Атлантический океан стал естественным защитным барьером Лузитании, необходимость в её милитаризации вскоре отпала и все римские легионы были выведены из провинции, ставшей, в силу своего географического положения, самым спокойным регионом империи. Основная масса римских войск была выведена в Германию и Дакию.

## Португальский язык
Несмотря на свою долгую историческую ассоциацию с современной Португалией, португальской культурой и португальским языком (говорящие по-португальски именуются лузофоны), Лузитания как таковая не является местом происхождения португальского языка. Ранний галисийско-португальский язык сформировался к северу от реки Дору в провинции Тарраконская Испания (ныне Галисия — автономное сообщество Испании) и имеет (как и французский язык) сильные следы индоевропейского по происхождению кельтского субстрата. Римская Лузитания же имела гораздо больше общего с самой южной провинцией Бетика. В условиях арабского господства в южной половине полуострова сформировался так наз. мосарабский язык. Португальский язык постепенно вытеснил родственный, но отличный от него, мосарабский, использовавший арабский алфавит. Ареал его распространения в конечном счёте практически совпал с территорией античной провинции.